# Stanisław Baran (polityk)

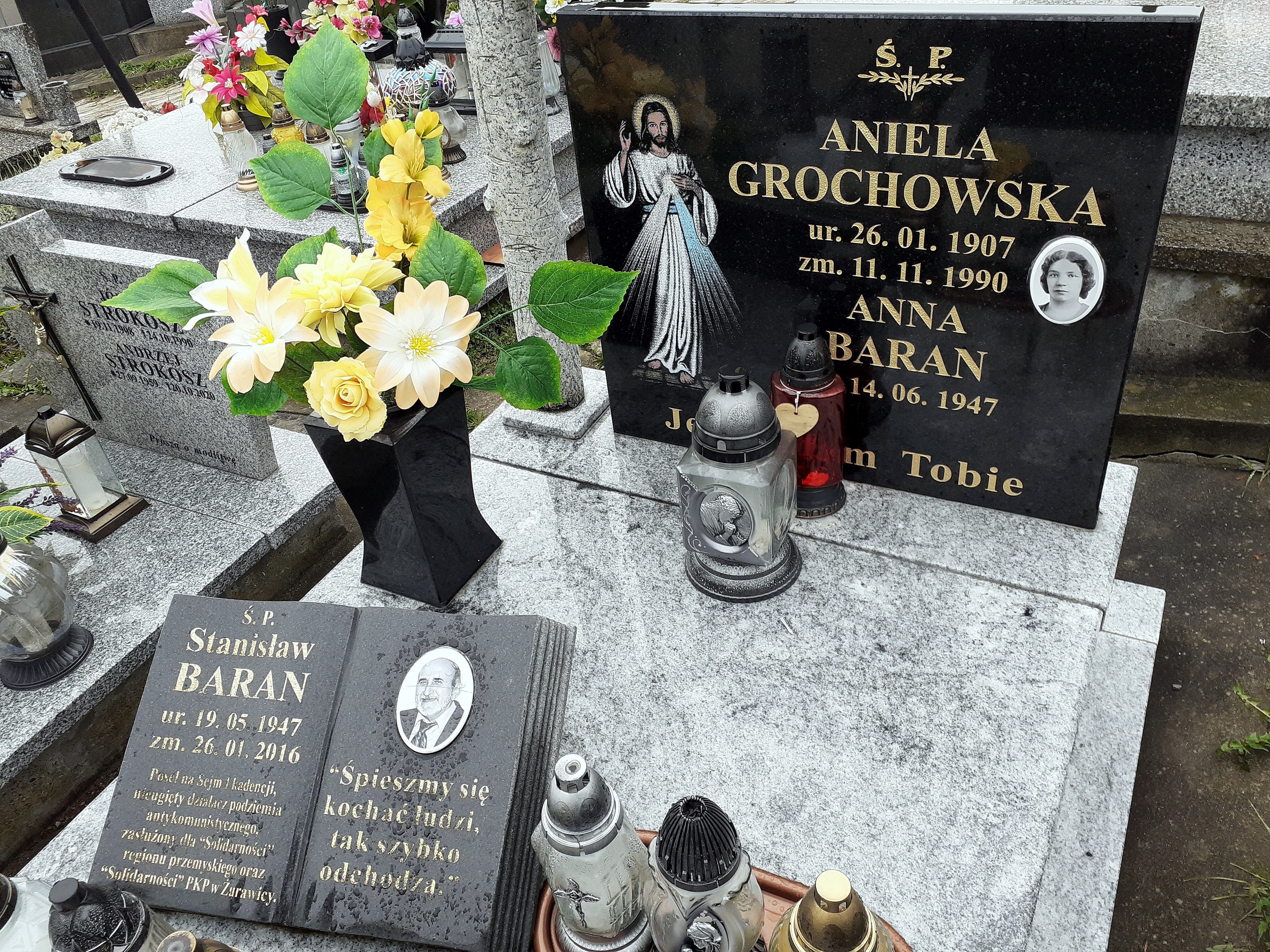
Grobowiec rodzinny Stanisława Barana

Stanisław Mieczysław Baran (ur. 19 maja 1947 w Jaworznie, zm. 26 stycznia 2016) – polski działacz związkowy, poseł na Sejm I kadencji.

## Życiorys
Syn Tadeusza i Stefanii. Ukończył w 1970 Podoficerską Szkołę Zawodową w Inowrocławiu. W latach 1966–1999 był zatrudniony w Lokomotywowni Żurawica Polskich Kolei Państwowych. W 1980 wstąpił do „Solidarności”, przewodniczył komisji zakładowej związku. W stanie wojennym został internowany na okres od 13 grudnia 1981 do 15 marca 1982. Po zwolnieniu kontynuował działalność opozycyjną, był inicjatorem największej regionalnej demonstracji z 30 sierpnia 1982.
Po reaktywacji związku pracował w jego strukturach, m.in. przewodniczył krajowej sekcji maszynistów i zasiadał w prezydium zarządu regionu. W latach 1991–1993 sprawował mandat posła na Sejm I kadencji, wybranego w okręgu krośnieńsko-przemyskim z listy NSZZ „S”. W 2000 przeszedł na emeryturę.
Pochowany na cmentarzu komunalnym Zasanie w Przemyślu.